# Australia na Letnich Igrzyskach Olimpijskich 1952
Australię na Letnich Igrzyskach Olimpijskich 1952 reprezentowało 81 zawodników, 71 mężczyzn i 10 kobiet.

## Zdobyte medale
| Medal                | Zawodnik | Konkurencja                      |
| kolarstwo            | kolarstwo | kolarstwo                        |
| -------------------- | --- | -------------------------------- |
| Złoto                | Russel Mockridge Lionel Cox                                                                                              | tandem                           |
| Złoto                | Russel Mockridge | 1000 m ze startu zatrzymanego    |
| Srebro               | Lionel Cox | sprint                           |
| lekkoatletyka        | |                                  |
| Złoto                | Marjorie Jackson | 100 m kobiet                     |
| Złoto                | Marjorie Jackson | 200 m kobiet                     |
| Złoto                | Shirley Strickland de la Hunty                                                                                           | 80 m przez płotki kobiet         |
| Brąz                 | Shirley Strickland de la Hunty                                                                                           | 100 m kobiet                     |
| pływanie             | |                                  |
| Złoto                | John Davies (pływak) | 200 m stylem klasycznym mężczyzn |
| podnoszenie ciężarów | |                                  |
| Brąz                 | Vern Barberis | waga lekka                       |
| wioślarstwo          | |                                  |
| Srebro               | Mervyn Wood | jedynki                          |
| Brąz                 | Bob Tinning Ernest Chapman Nimrod Greenwood Merv Finlay Ted Pain Phil Cayzer Tom Chessell Dave Anderson Geoff Williamson | ósemka                           |